# Vasperviller
Vasperviller (fràncic lorenès Woschperwiller) és un municipi francès situat al departament del Mosel·la i a la regió del Gran Est. L'any 2007 tenia 291 habitants.

## Demografia

### Població
El 2007 la població de fet de Vasperviller era de 291 persones. Hi havia 112 famílies, de les quals 20 eren unipersonals (16 homes vivint sols i 4 dones vivint soles), 44 parelles sense fills, 36 parelles amb fills i 12 famílies monoparentals amb fills.
La població ha evolucionat segons el següent gràfic:
Habitants censats

### Habitatges
El 2007 hi havia 142 habitatges, 109 eren l'habitatge principal de la família, 22 eren segones residències i 10 estaven desocupats. 125 eren cases i 17 eren apartaments. Dels 109 habitatges principals, 93 estaven ocupats pels seus propietaris, 12 estaven llogats i ocupats pels llogaters i 4 estaven cedits a títol gratuït; 1 tenia una cambra, 12 en tenien tres, 19 en tenien quatre i 77 en tenien cinc o més. 100 habitatges disposaven pel capbaix d'una plaça de pàrquing. A 34 habitatges hi havia un automòbil i a 62 n'hi havia dos o més.

### Piràmide de població
La piràmide de població per edats i sexe el 2009 era:
| Homes | Edats   | Dones |
| ----- | ------- | ----- |
| 0     | 95 o +  | 0     |
| 0     | 90 a 94 | 4     |
| 0     | 85 a 89 | 4     |
| 0     | 80 a 84 | 0     |
| 4     | 75 a 79 | 8     |
| 8     | 70 a 74 | 12    |
| 8     | 65 a 69 | 4     |
| 16    | 60 a 64 | 8     |
| 4     | 55 a 59 | 12    |
| 8     | 50 a 54 | 8     |
| 4     | 45 a 49 | 20    |
| 16    | 40 a 44 | 4     |
| 0     | 35 a 39 | 4     |
| 12    | 30 a 34 | 4     |
| 12    | 25 a 29 | 12    |
| 16    | 20 a 24 | 0     |
| 8     | 15 a 19 | 12    |
| 4     | 10 a 14 | 12    |
| 12    | 5 a 9   | 12    |
| 8     | 0 a 4   | 4     |

## Economia
El 2007 la població en edat de treballar era de 182 persones, 140 eren actives i 42 eren inactives. De les 140 persones actives 135 estaven ocupades (80 homes i 55 dones) i 5 estaven aturades (2 homes i 3 dones). De les 42 persones inactives 18 estaven jubilades, 9 estaven estudiant i 15 estaven classificades com a «altres inactius».

### Ingressos
El 2009 a Vasperviller hi havia 120 unitats fiscals que integraven 311 persones, la mediana anual d'ingressos fiscals per persona era de 18.669 €.

### Activitats econòmiques
Dels 9 establiments que hi havia el 2007, 4 eren d'empreses de construcció, 2 d'empreses de comerç i reparació d'automòbils, 1 d'una empresa de transport, 1 d'una empresa d'informació i comunicació i 1 d'una empresa de serveis.
Dels 4 establiments de servei als particulars que hi havia el 2009, 1 era un paleta, 2 fusteries i 1 lampisteria.
L'any 2000 a Vasperviller hi havia 5 explotacions agrícoles.

## Poblacions més properes
El següent diagrama mostra les poblacions més properes.